# Caco Barcellos
Cláudio Barcelos de Barcellos, mais conhecido como Caco Barcellos (Porto Alegre, 5 de março de 1950), é um jornalista, repórter de televisão e escritor brasileiro, que se especializou em jornalismo investigativo,  investigações, documentários e grandes reportagens sobre injustiça social e violência.
Como escritor, recebeu o Prêmio Jabuti por seus livros Rota 66 (1993), na categoria Reportagem e Abusado (2003), que ganhou nas categorias Reportagem e Biografia e Livro do Ano Não-Ficção.

## Biografia e carreira
Nasceu na periferia de Porto Alegre, na Vila São José do Murialdo, onde foi taxista e mais uma porção de coisas antes de se tornar repórter. É filho do funcionário público Nérsio Pereira de Barcellos, e da dona de casa Antoninha Barcelos de Barcellos. Ingressou no curso de matemática da Pontifícia Universidade Católica do Rio Grande do Sul (PUC-RS), onde posteriormente transferiu para o curso de Jornalismo após ter iniciado em um jornal do Centro Acadêmico. Começou profissionalmente no jornalismo como repórter do jornal Folha da Manhã, do grupo gaúcho Caldas Júnior. Teve atuação destacada nos veículos da imprensa alternativa dos anos 1970. Foi um dos criadores da Cooperativa dos Jornalistas de Porto Alegre e da antiga revista Versus, que apresentava grandes reportagens sobre a América Latina.
Antes de trabalhar para a Rede Globo, foi repórter dos maiores jornais do Brasil e das revistas de informação semanal IstoÉ e Veja. Ainda quando trabalhava no jornalismo impresso, no fim dos anos 1970, foi correspondente internacional em Nova Iorque. Durante seis anos apresentou um programa semanal na Globo News. A partir de 2001 passou a atuar como correspondente internacional em Londres, para a Rede Globo.
É um dos jornalistas de maior destaque no Brasil na atualidade. Trabalhou no Globo Repórter, Fantástico, Jornal Nacional e no Profissão Repórter.
Em 16 de novembro de 2016, o jornalista foi hostilizado e agredido durante um protesto nos arredores da Alerj, câmara legislativa do Rio de Janeiro. 
Fiquei muito triste, já sofri muita violência ao longo de muitos anos de trabalho, mas quase sempre, quando tem violência contra a gente, ela é involuntária, não é mirando um repórter. E dessa vez foi assim, destinado a gente (…) No momento da agressão, vieram por trás. Não tive nem oportunidade de dialogar, como normalmente a gente faz (…) As pessoas tem que entender que nós, repórteres, precisamos de passaporte livre.— Caco Barcellos em entrevista ao Altas Horas

## Obras

### Escritas
É o autor do livro Rota 66, que lhe custou oito anos de pesquisa e várias ameaças. A obra fala sobre a Polícia em São Paulo. A investigação levou à identificação de 4.200 vítimas mortas pela Polícia Militar de São Paulo.
Seu terceiro livro, Abusado, o dono do morro Dona Marta, é um relato do tráfico nos morros cariocas, de como "nascem" os traficantes e do relacionamento entre eles e a comunidade. O livro é uma reportagem escrita em forma de romance, e esteve mais de um ano na lista dos mais vendidos do Brasil. A obra foi muito criticada por setores conservadores por supostamente fazer apologia ao crime organizado e romantizar a vida de criminosos.
Caco também é o autor do livro Nicarágua: a Revolução das Crianças, sua primeira obra editorial e pouco conhecida, sobre o movimento sandinista que tirou a Nicarágua das garras da ditadura de Anastasio Somoza. Ele cobriu a guerra como free-lancer e foi refém dos sandinistas. Temia por sua vida, porque se a revolução fracassasse, ele poderia ser morto junto com os insurgentes.
Em 2007, Caco Barcellos escreveu a peça de teatro, Osama, o homem-bomba do Rio, para o projeto Conexões, do National Theatre of London. A peça contava a história de um traficante carioca aposentado aos 20 anos chamado Osama, que resolve montar uma quadrilha pra salvar as mães dos traficantes.

### Revisadas
- "Operação Marins", sobre o Caso Marco Aurélio

## Prêmios

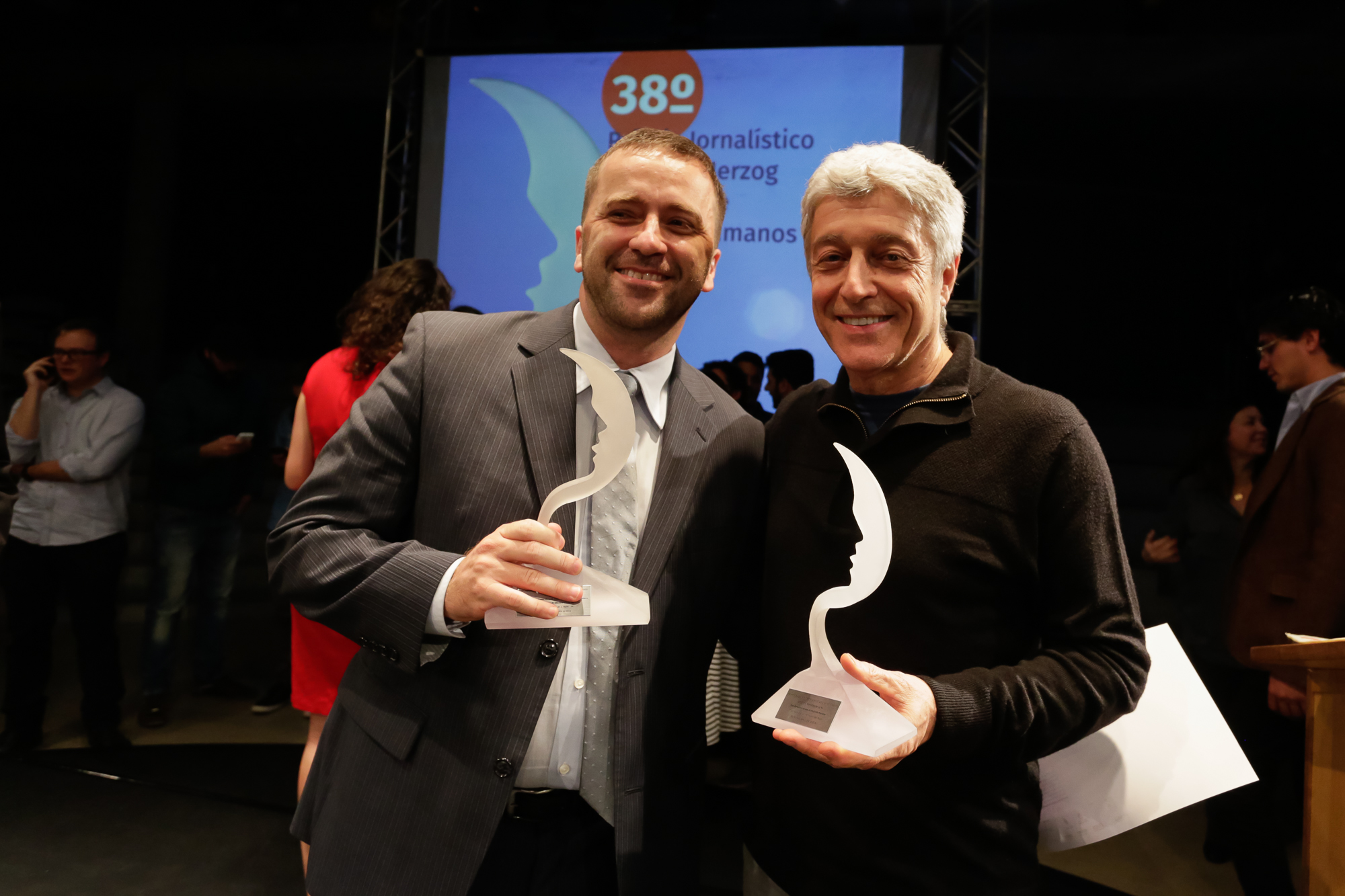
Caco Barcellos (à direita) no Prêmio Vladimir Herzog (2016)

Caco foi vencedor de mais de vinte prêmios por reportagens especiais e documentários produzidos para televisão, entre os quais dois prêmios Vladimir Herzog, um pela reportagem sobre os vinte anos do atentado militar deflagrado no Riocentro durante as comemorações do Dia do Trabalho e o outro, em 2003, pelo livro-reportagem: Abusado, o dono do morro Dona Marta.
Seu livro Rota 66, a história da polícia que mata, rendeu-lhe em 1993 o Prêmio Jabuti, um dos mais prestigiados do país, na categoria reportagem, e mais oito prêmios de direitos humanos.
Com Abusado, o dono do morro Dona Marta, Caco Barcellos foi novamente vencedor do Prêmio Jabuti, como melhor obra de não-ficção do ano de 2004.
Recebeu em 2003 e 2005 o prêmio de melhor correspondente, promovido pelo site Comunique-se. Nos anos de 2006 e 2008, em premiação do mesmo site, foi eleito o melhor repórter da televisão brasileira. O júri foi formado por 60 mil jornalistas, que fizeram a escolha por meio de voto livre pela internet. Ainda em 2008, recebeu o Prêmio Especial das Nacões Unidas, como um dos cinco jornalistas que mais se destacaram, nos últimos 30 anos, na defesa dos direitos humanos no Brasil.